# Mohammed ben Abdelwahhab
Ne doit pas être confondu avec Mohamed Abdelwahab ou Mohammed Abdel Wahab.
Mohammed ben Abdelwahhab dit Ibn Abdelwahhab, né en 1703 et mort le 22 juin 1792, (en arabe : محمد بن عبد الوهاب) est un théologien du Nejd, dans le centre de l'Arabie, qui a prêché une vision de l'islam réformatrice. Il souhaitait « purifier » la religion en le ramenant à ce qui, selon lui, seraient les principes originaux de cette religion tels que les salaf, c'est-à-dire les musulmans des trois premières générations qui ont suivi l'Hégire, l'auraient compris.  
Le pacte de Mohammed ben Abdelwahhab avec Mohammed ben Saoud a permis d'établir l'émirat de Dariya, premier État saoudien, et d'initier une alliance entre les deux familles pour le partage du pouvoir qui se poursuit jusqu'à nos jours dans le royaume d'Arabie saoudite. Les descendants de Mohammed ben Abdelwahhab, les Al ach-Cheikh (littéralement « famille du cheikh ») sont des leaders religieux qui ont historiquement dirigé les oulémas et dominé  les institutions religieuses de l'État saoudien. 
Le mouvement initié par Ibn Abdelwahhab est souvent appelé wahhabisme, bien qu'actuellement de nombreux adeptes considèrent ce terme péjoratif et préfèrent être connus comme le mouvement salafiste,,,. De nombreux chercheurs prétendent que le salafisme est un terme applicable à plusieurs formes de l'islam pudibond dans diverses parties du monde, tandis que le wahhabisme se réfère spécifiquement à l'école saoudienne, qui est considérée comme une forme plus stricte du salafisme. Selon Ahmad Moussalli, professeur de sciences politiques à l'université américaine de Beyrouth : « en règle générale, tous les wahhabites sont salafistes, mais tous les salafistes ne sont pas wahhabites ». D'autres encore disent que si le wahhabisme et le salafisme authentique étaient à l'origine de deux choses différentes, ils sont devenus pratiquement impossibles à distinguer dans les années 70,,».

## Premières années
Ibn Abdelwahhab serait né en 1703, date généralement admise,, dans la tribu arabe sédentaire des Banu Tamim, à Uyayna, un village de la région centrale du Nejd de l'actuelle Arabie saoudite,. 
Comme sa famille était d'une lignée de théologiens de l'école de droit hanbalite, on suppose qu'il a commencé à étudier l'islam à un âge précoce avec son père Abdelwahhab,. 
Après avoir effectué le hajj, Mohammed ben Abdelwahhab a passé quelque temps à étudier avec les théologiens musulmans à la Mecque, Médine ,, et Bassora (dans le sud de l'Irak actuel),. Un de ceux-ci, Abdallah ibn Ibrahim ibn Sayf, l'a présenté à Mohammed Hayya al-Sindhi (en),, à Médine et lui a recommandé de le prendre comme élève. Ibn Abdelwahhab et al-Sindhi sont devenus très proches et sont restés ensemble pendant un certain temps. Certains lettrés auraient décrit Mohammed Hayya comme ayant peut-être eu une influence relativement importante sur Mohammed ben Abdelwahhab, et lui aurait suggéré d'utiliser l'ijtihad (littéralement « effort de réflexion »). Mohammed Hayya aurait également enseigné à Mohammed ben Abdelwahhab de rejeter les pratiques religieuses populaires associées aux walis et à leur tombes, ce qui ressemblera plus tard aux enseignements salafistes. 

### Première prédication
Après son retour, l'enseignement d'Ibn Abdelwahhab a commencé à attirer des étudiants en théologie, incluant le gouverneur de 'Uyayna, Uthman ibn Mouammar. Avec Ibn Mouammar, Ibn Abdelwahhab est parvenu à un accord pour soutenir les ambitions politiques de Ibn Mouammar d'étendre son gouvernement « sur le Nejd et peut-être au-delà », en échange de l'appui du gouverneur pour les enseignements religieux de Ibn Abdelwahhab. Ibn Abdelwahhab a commencé à mettre en œuvre certaines de ses idées de réforme. 

#### Démolition de la tombe de Zayd ibn Al-Khattâb
Premièrement, citant les textes sacrés de l'islam interdisant le culte des tombes, il a persuadé Ibn Mouammar de l'aider à démolir la tombe de Zayd ibn al-Khattab, un compagnon de Mahomet et le frère d'Omar ibn Al-Khattâb, une tombe qui était vénérée par les autochtones,.  

#### Abattage d'arbres sacrés
Deuxièmement, il aurait ordonné l'abattage des arbres considérés comme sacrés par les autochtones, en abattant lui-même « le plus glorifié de tous les arbres »,.  

#### Lapidation d'une femme adultère
Troisièmement, il est connu pour avoir organisé la lapidation d'une femme qui a avoué avoir commis l'adultère,. 
Ces actions attirèrent l'attention de Sulaiman ibn Muhammad ibn Ghurayr de la tribu de Bani Khalid, le chef de Al-Hasa et Qatif, qui avait une influence substantielle dans le Nejd. Ibn Ghurayr  menaça alors Ibn Mouammar de lui dénier l'habilitation à collecter la taxe foncière pour certaines propriétés qu'Ibn Mouammar possédait à Al-Hassa, à moins qu'il ne tue ou bannisse Ibn Abdelwahhab. Par conséquent, Ibn Mouammar contraignit celui-ci à quitter son village natal,.

#### Persécution des homosexuels
Quatrièmement, il mit en place une politique répressive à l'égard de l'homosexualité. Les personnes jugées coupables furent jetées du hauts des minarets des mosquées.

## Emergence de l'État saoudien

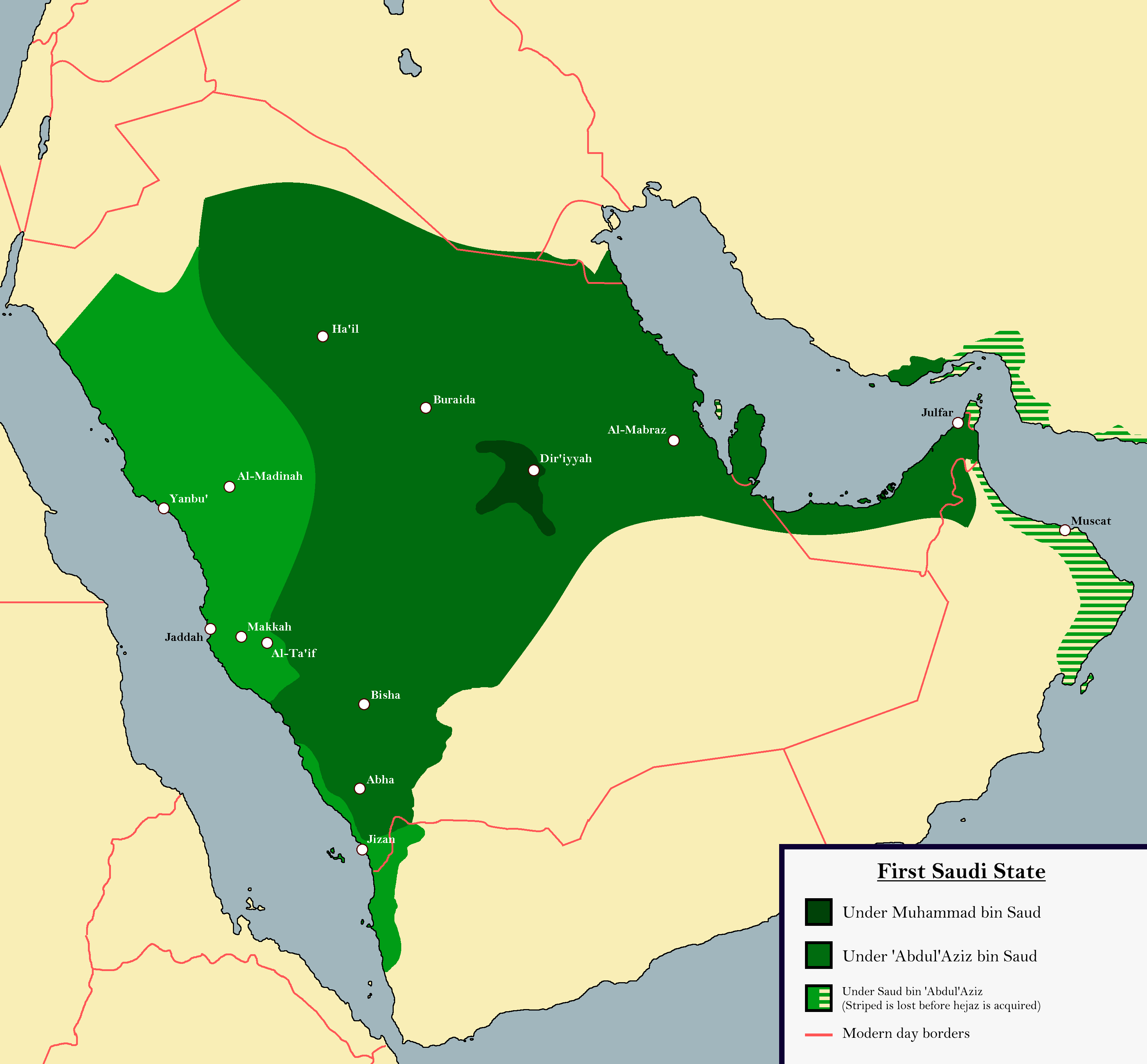
Premier État saoudien (1744–1818)

### Pacte avec Mohammed ben Saoud
Après son expulsion de Uyayna, Mohammed ben Abdelwahhab est invité à s'installer dans l'oasis voisine de Dariya par son gouverneur Mohammed Ibn Saoud. Ils conviennent, ensemble, de ramener les Arabes de la péninsule aux « authentiques » principes de l'islam tel que les premiers musulmans le concevaient. 
Selon une source, lors de leur première rencontre, Ibn Saoud a déclaré :

« Cette oasis est le vôtre, ne craignez pas vos ennemis. Au nom de Dieu, même si tout le Nejd était rassemblé pour vous refouler, nous ne serions jamais d'accord pour vous expulser. »

— Madawi al-Rasheed, A History of Saudi Arabia : 16
Mohammed ben Abdelwahhab a répondu :

« Vous êtes le chef de la contrée et un homme sage. Je veux que vous me donniez un serment que vous allez effectuer la guerre sainte contre les infidèles. En retour, vous serez imam, le dirigeant de la communauté musulmane et je serai le dirigeant pour les questions religieuses. »

— Madawi al-Rasheed, A History of Saudi Arabia : 16
L'accord a été confirmé par un serment de loyauté réciproque (ba'yah) en 1744. Ben Abdelwahhab serait chargé des questions religieuses et Ibn Saoud chargé des questions politiques et militaires. Cet accord est devenu un « pacte de soutien mutuel » ,  et de partage du pouvoir entre les familles Al Saoud et Al ach-Cheikh et les disciples d'ibn Abdelwahhab, qui dure pendant près de 300 ans, fournissant l'impulsion idéologique à l'expansion saoudienne. Karen Armstrong insiste sur le fait que la maison des Saoud a déformé sa méthodologie de l'enseignement, de l'étude et du débat afin de légitimer le (nouveau) sens de la da'wah comme une lutte politique violente. 

### Émirat de Diriyah (premier État saoudien)
Le pacte de 1744 entre Mohammed ben Saoud et Mohammed ben Abdelwahhab a marqué l'émergence du premier État saoudien, l'émirat de Dariya. En offrant aux Al Saoud une mission religieuse clairement définie, l'alliance a donné l'impulsion idéologique à l'expansion saoudienne. Après la conquête du Nejd, les forces saoudiennes ont permis l'expansion de l'influence salafiste sur la majeure partie du territoire actuel de l'Arabie saoudite, étouffant petit à petit les diverses pratiques populaires assimilées à du polythéisme et favorisant les enseignements d'Ibn Abdelwahhab,.

### Famille
Ibn Abdelwahhab aurait épousé, à Bagdad, une femme d'influence, dont à son décès il hérita des propriétés et de la richesse. Cette stigmatisation d'un prétendu mariage avec une « femme riche » et de son escapade solitaire à Bagdad est contestée par les théologiens salafistes qui répliquent que son mariage aurait été arrangé, en fait, par son père alors qu'il était adolescent et qu'il n'aurait jamais voyagé au-delà de Bassora. 
Mohammed ben Abdelwahhab a eu six fils : Hussein, Abdallah, Hassan, Ali et Ibrahim, ainsi que Abdelaziz qui est décédé dans sa jeunesse.
Les descendants d'Ibn Abdelwahhab, les Al ach-Cheikh, ont historiquement occupé le poste de grand mufti au sein de l'État saoudien, organisant ainsi les institutions religieuses étatiques. Cette famille a toujours aujourd'hui en Arabie saoudite un prestige similaire à la famille royale, avec lesquels ils exercent le pouvoir, et comprend plusieurs théologiens et officiels. Le contrat entre les deux familles est fondé sur le maintien par les Al Saoud de l'autorité des Al ach-Cheikh sur les questions religieuses et la valorisation et le prêche de la doctrine salafiste. En retour, les Al ach-Cheikh reconnaissent la légitimité de l'autorité politique des Al Saoud usant ainsi de son autorité religieuse pour légitimer le gouvernement de la famille royale.

### Doctrine
Mohammed ben Abdelwahhab est connu pour s'être inspiré en grande partie d'Ibn Taymiyya et de son élève Ibn Al Qayyim.
Bien que tous les musulmans prient Dieu (Allah), le point culminant de sa doctrine était que  l'intercession auprès de Dieu n'est pas permise par les textes. Ibn Abdelwahhab s'est fait l'avocat de la stricte excommunication (takfir) de tous ceux qui se considèrent comme musulmans, mais seraient en réalité (croyait-il) des polythéistes (mouchrickin).
Selon l'auteur Dore Gold , dans le Kitab al-Tawhid, Ben Abdelwahhab condamne par exemple les sorciers qui adorent le diable et invoque un prétendu hadith du prophète de l'islam selon lequel la punition pour le sorcier serait « qu'il soit frappé par l'épée ». Ben Abdelwahhab a asséné que les deux religions ont indûment transformé les tombes de leurs prophètes en lieux de culte et mis en garde les musulmans de ne pas les imiter dans cette pratique. Et Ben Abdelwahhab de conclure que « les voies des gens du Livre (ou de la Bible) sont condamnées comme celles des polythéistes ».
Selon Romain Caillet, « La particularité de la « réforme wahhabite » n’est pas d’ordre rituelle mais dogmatique. Contrairement à une idée reçue, les positions de son fondateur sur les questions rituelles étaient calquées sur le rite hanbalite, encore plus peut-être que celles d’Ibn Taymiyya. En revanche, c’est dans la dénonciation absolue du culte des saints et dans l’excommunication systématique des soufis que Muhammad Ibn ‘Abd al-Wahhab marque une véritable rupture avec son environnement (...) Pour lui les demandes d’intercessions adressées aux saints, qu’encourageait l’enseignement soufi, contribuaient à leur donner un statut de divinité susceptible d’influencer Dieu lui-même. Muhammad Ibn ‘Abd al-Wahhab ordonna ainsi la destruction de nombreux mausolées, assimilés à des temples de l’idolâtrie. Outre les coupoles, les stèles dressées sur les tombes, qui ne pouvaient comporter aucune inscription, pas même le nom d’un personnage célèbre de l’histoire musulmane, devaient également être détruites afin de couper court à toute forme d’idolâtrie ou d’associationnisme (shirk). L’œuvre maîtresse de Muhammad Ibn ‘Abd al-Wahhab est sans conteste son Kitab at-Tawhid (le Livre du Monothéisme), puis viennent ensuite de petits ouvrages tels que Usul ath-Thalatha (Les Trois Principes), Qawa’id al-Arba‘a (les quatre règles) ou Kashf ash-Shubuhat (le dévoilement des ambiguïtés) ».

### Réception
Une liste des chercheurs ayant des vues opposées, ainsi que les noms de leurs livres et des informations connexes, a été compilée par le savant islamique Muhammad Hisham.
Malgré une vive opposition menée par une majeure partie des courants de l'islam contre le wahhabisme, une minorité de savants des quatre principales écoles jurisprudentielles sunnites à la Mecque furent en accord avec la vision religieuse prônée par Ibn Abdelwahhab ; entre autres :
- Abdelmalek ben Abdelmonaim Al-Qalhi, muphti de la Mecque suivant le rite jurisprudentiel hanéfite.
- Mohamed-Saleh ben Ibrahim, muphti suivant le rite chaféite (La Mecque)
- Mohamed ben Mohamed Al-Arabi al-Banani, muphti suivant le rite jurisprudentiel malékite (La Mecque)
- Mohamed ben Ahmed Al-Maliki
- Mohamed ben Yayha, muphti suivant le rite jurisprudentiel hanbalite (La Mecque)
- Abdelhafiz ben Darwish Al-Ajimi
- Zine-al-Abidine Jamal al-Layl
- Abd-el-Rahman Jamal
- Bishr ben Hashem Ach-Chafei.

## Sources

### Chroniques wahhabites
Il y a deux histoires contemporaines de Mohammed ben Abdelwahhab et de son mouvement religieux du point de vue de ses partisans : (1°) Rawdhat al-Afkar wal-Afham d'Ibn Ghannam ou Tarikh Najd (Histoire du Nejd) et (2°) Unwan al-Majd fi Tarikh Najd de Ibn Bishr. Husain ibn Ghannam (mort en 1811), ouléma d'Al-Hassa, était le seul chroniqueur à avoir observé les débuts du mouvement naissant d'Ibn Abd al-Wahhab. Sa chronique se termine en l'année 1797,.  La chronique d'Ibn Bishr, qui s'arrête en l'année 1854, a été écrite une génération plus tard que celle d'Ibn Ghannam, mais elle est considérée comme précieuse en partie parce que Ibn Bishr était originaire du Nejd et parce qu'il ajoute beaucoup de détails sur le récit d'Ibn Ghannam.

### Chronique sunnite anonyme
Un troisième récit, datant d'environ 1817 est Lam 'al-Shihab, écrit par un auteur sunnite anonyme qui désapprouvait respectueusement le mouvement d'Ibn Abdelwahhab, le considérant comme une bid'a. Il est aussi couramment cité car il est considéré comme un traitement contemporain relativement objectif du sujet. Cependant, contrairement à Ibn Ghannam et Ibn Bishr, son auteur ne vivait pas dans la région du Nejd et son travail relatif aux détails de la vie d'Ibn Abdelwahhab est cru comme contenant certains documents apocryphes et légendaires,.

## Travaux
Parmi ses ouvrages : 
- Les Trois Principes Fondamentaux (Al Oussoul ath-Thalatha)
- Le Livre de l'Unicité (Kitâb ut-Tawhîd)
- Dévoilement des ambiguïtés dans le Tawhîd (Kashf ash-Shubuhât fit-Tawhîd)
- Sittat ul-Oussoul al-'Adhima (Les Six grands principes)
- Al-Qawa'id al-Arba' (Les 4 règles)
- Fadl al-Islam (Le bienfait de l'Islam)
- Masa-il al-Jahiliyyah (Les questions de la Jahiliyyah)
- Nawaqid al-Islam (Les annulatifs de l'islam)
- Wajibat Al-Mutahattimat Al-Ma'rifat Ala Kulli muslim wa muslimat (Ce qu’il est obligatoire de savoir pour tout musulman)
- Risalah fi rad ala ar-rafidah (Réfutation des chiites rafidah)
- Ma Yatamayazu bihi Al-Muslim 'an Al- Mushrik (Ce qui distingue le musulman du polythéiste)

### Ouvrages
- Thomas Edward Lawrence (trad. Charles Mauron), Les Sept piliers de la sagesse, Payot & Rivages, coll. « Petite bibliothèque Payot », 30 avril 2002, 898 p.  (ISBN 978-2228895873)
- (en) George Rentz, The birth of the islamic Reform Movement, Londres, Arabian Publishing, 2007.
- Charles Saint-Prot, Islam : L'avenir de la tradition entre révolution et occidentalisation, Paris, Rocher, 3 juillet 2008, 618 p. (ISBN 978-2-268-06610-3)
- Xavier de Hauteclocque, Le turban vert, Energia, 2013, 168 p. (ISBN 978-2-9542944-3-8 et 2-9542944-3-4)
- Louis Alexandre Olivier De Corancez, L'histoire des Wahabis et la naissance du Royaume Saoudien, Al-Bouraq, 2015, 283 p. (ISBN 978-1-02-250000-6 et 1-02-250000-7)

### Essais
- Hamadi Redissi, Le Pacte de Nadjd : ou comment l'islam sectaire est devenu l'islam, Seuil, 2007, 342 p. (ISBN 978-2-02-096081-6)
- Jean-Michel Vernochet, Les « Égarés » : Le Wahhabisme est-il un contre-islam ?, Sigest, 2013, 172 p. (ISBN 978-2-917329-62-7 et 2-917329-62-9, lire en ligne)

### Littérature confessionnelle
- M. Jarman, Les salafites de Muhammad Ibn 'Abd al-Wahhâb à Nâsir ad-Dîn Al-Albânî, Conseil Islamique de France, 2007, 199 p. (ISBN 978-9953-81-083-6 et 9953-81-083-4, lire en ligne)